# كلايديزدال
كلايديزدال (تُنطق /ˈklaɪdzdeɪl/؛ دايل كلوايدا (Dail Chluaidh) باللغة الأسكتلندية الغيلية، وتُنطق ‎[t̪ʰal̪ˠ xluəɣ]‏) كانت فيما سبق (1975 - 1996) إحدى مقاطعات الحكومة المحلية البالغة 19 مقاطعة في ستراثكلايد التي تعد إحدى المناطق في اسكتلندا.
وقد تم إنشاء هذه المقاطعة (تحت اسم كلارناك) وفقًا لقانون الحكومة المحلية (اسكتلندا) عام 1973 من جزء من مقاطعة لاناركشاير: السابقة، وبالتحديد البلديات الأسكتلندية المتمتعة بحكم محلي ذاتي الخاصة بـ بيجار ولانارك، والمقاطعة الأولى والثانية والثالثة كذلك. وفي عام 1980، تم تغيير اسم المقاطعة إلى كلايديزدال.
أما في عام 1996، ألغى قانون الحكومة المحلية (اسكتلندا) لعام 1994 المقاطعة. وأصبحت أراضي المنطقة والأراضي التابعة لمقاطعات شرق كيلبريد وهاميلتون وجزء من مقاطعات جلاسجو مجلسًا في جنوب لاناركشاير يعرف باسم المجلس الوحدوي للمناطق.
وتعتبر كلايديزدال أيضًا اسمًا قديمًا للمقاطعة الأسكتلندية لاناركشاير. ويحدها لينوكس وستيرلينغ من الشمال، ورينفرو وكانينجهام وكايل من الغرب، وأناندال ونيثسدال من الجنوب، ولوثيان وتويدال من الشرق. وهي مقسمة إلى حيين، حي علوي وآخر سفلي، وقد كانت مقاطعة أسكتلندية تاريخيًا، إذ كانت الأكبر في اسكتلندا وشيريفدوم في حد ذاتها.